# Mangold Widmann
Mangold Widmann (* um 1446; † nach 1508) war ein württembergischer Jurist und Hochschullehrer.

## Leben und Wirken
Mangold Widmann begann sein Studium an der Artistenfakultät der Universität Wien. Dort erwarb er 1462 den Bachelor- und 1466 den Magistergrad. Bei der Gründung der Eberhard Karls Universität Tübingen 1477 erscheint er als Magister und Kanonikus (Chorherrenstift Sindelfingen) und dürfte hier mit der Lehrtätigkeit auf dem Gebiet des Kirchenrechts begonnen haben. Zweimal amtierte er als Rektor der Tübinger Universität und zwar 1483 und 1491/92. In der Zwischenzeit hat er vermutlich den Doktorgrad für das Kirchenrecht erworben. In den Jahren 1493 und 1497 wird er als Beisitzer des württembergischen Hofgerichts genannt.
Neben seiner Mitwirkung an einem Rechtsgutachten der Juristischen Fakultät der Universität Tübingen aus dem Jahre 1495 sind keine Veröffentlichungen von Mangold Widmann überliefert.